# Friedrich Akel
Friedrich Karl Akel (5 de setembre de 1871 Halliste, Estònia - 3 de juliol de 1941 a Tallinn) va ser un diplomàtic i polític d'Estònia, membre del Comitè Olímpic Internacional i Primer Ministre d'Estònia el 1924.
Akel van assistir al Gimnàs Alexander a Tartu, i va estudiar al departament de medicina de la Universitat de Tartu entre els anys 1892-1897.
Va ser assistent a la Clínica de la Universitat de Tartu, a un metge a la clínica d'oftalmologia Reimersa a Riga, 1899-1901 a un metge a l'hospital Ujazdov a Varsòvia. El 1901, va estudiar a Berlín, Praga i Leipzig. Akel treballat un oftalmòleg privat a Tallinn, i el 1907 va ser un dels fundadors de la Clínica Privada de l'estonià mèdics. El 1912 va fundar la seva pròpia clínica d'ulls. En 1904-1905 va estar en la guerra rus-japonesa com a metge. També va ser un membre titular i un president del Consell Municipal de Tallinn, i el jutge d'Honor de la Pau en el Consell de Tallinn-Haapsalu Pau.
Akel va ser membre del Consell de la Unió del Nord del Bàltic de Metges i la societat de Tallinn Educació Popular, President de la societat esportiva "Kalev", construcció de la societat "Estònia" teatre i la societat estoniana "Estònia" a Tallinn, Membre i president del Consell i membre de la Junta Directiva de la Societat de Préstec i Estalvi de Tallinn, Talín més tard, el "Krediitpank" (Banc de Crèdit), 1920-1922 seculars Vicepresident del Consistori de l'Església Evangèlica Luterana d'Estònia, i en 1927-1932 el representant d'Estònia al Comitè Olímpic Internacional.
Akel va ser Elder d'Estònia d'Estat març fins al desembre 1924, i va servir tres vegades com a canceller. També va ser l'enviat d'Estònia a Finlàndia, Suècia i Alemanya. Entre 1923 i 1929, Akel va ser membre del Riigikogu, i en 1938-1940 va ser membre de la Riiginõukogu (la segona Cambra del Parlament d'Estònia).
L'octubre de 1940, Akel va ser empresonat per l'NKVD i va ser assassinat a trets a Tallinn el 3 de juliol de 1941. La seva dona, Adele Karoline Tenza, va ser deportada el juny de 1941 i va morir el 1944.